# Махеш Бхат
Махеш Бхат (роден на 20 септември 1948 г.) е индийски филмов режисьор, продуцент и сценарист, известен с произведенията си в хинди киното. Той е носител на редица отличия, включително пет Национални филмови награди и четири награди Filmfare. Забележителен филм от по-ранния му период е „Сааранш“ (1984), показан на 14-ия московски международен филмов фестивал. Той става официалният кандидат на Индия за наградата „Оскар“ за най-добър чуждоезичен филм за същата година. Филмът Naam от 1986 г. е първият му комерсиален филмов проект. През 1987 г. той става продуцент на филма Kabzaa под знамето на Vishesh Films заедно с брат си Мукеш Бхат. През 2013 г. е въведен в Алеята на славата на Боливуд, на Bandra Bandstand, където е запазен отпечатъкът от ръката му.